# Sialkot
Sialkot (Urdu: سیالکوٹ) is een stad in het noorden van de provincie Punjab in Pakistan. De stad ligt aan de rivier de Chenab en is de hoofdstad van het Sialkot District. In 2010 telde Sialkot 750.000 inwoners.
Sialkot heeft een vochtig subtropisch klimaat waarbij de meeste neerslag valt in de zomermaanden. In de wintermaanden kan het er aardig koud worden, sneeuw is dan ook vrij normaal in deze regio.
De stad heeft een duizendtal fabrieken waar handgenaaide voetballen worden gemaakt door zo'n zestigduizend arbeiders, doorgaans vrouwen. In 2022 werd bericht dat twee derde van de voetballen wereldwijd uit Sialkot afkomstig waren.

## Geboren
- Mohammed Iqbal (1877-1938), dichter, filosoof en politicus
- Muhammad Zafrullah Khan (1893-1985), Pakistaanse diplomaat
- Zahid Sheikh (1949-2010), Pakistaans hockeyspeler
- Manzoor Hussain (1958-2022) Pakistaans hockeyspeler
- Nasir Ali (1959) Pakistaans hockeyspeler

## Voetnoten
1. ↑  This Is Where Most of the World’s Soccer Balls Come From, bloomberg.com, 22 november 2022

- Gemeinsame Normdatei: 4490696-1
- Library of Congress Control Number: n2001119981
- MusicBrainz: f6ac807b-9e89-4b8f-9e91-15b51877d5aa
- Nationale Bibliotheek van Israël: 987007465624605171
- Virtual International Authority File: 245825304